# Принстон (Јужна Каролина)
Принстон (енгл. Princeton) насељено је место без административног статуса у америчкој савезној држави Јужна Каролина.

## Демографија
По попису из 2010. године број становника је 62, што је 3 (-4,6%) становника мање него 2000. године.
| Група             | 2000.      | 2010.      |
| Белци             | 52 (80,0%) | 45 (72,6%) |
| Афроамериканци    | 11 (16,9%) | 7 (11,3%)  |
| Азијати           | 0 (0,0%)   | 0 (0,0%)   |
| Хиспаноамериканци | 0 (0,0%)   | 0 (0,0%)   |
| Укупно            | 65         | 62         |